# Holden (Band)

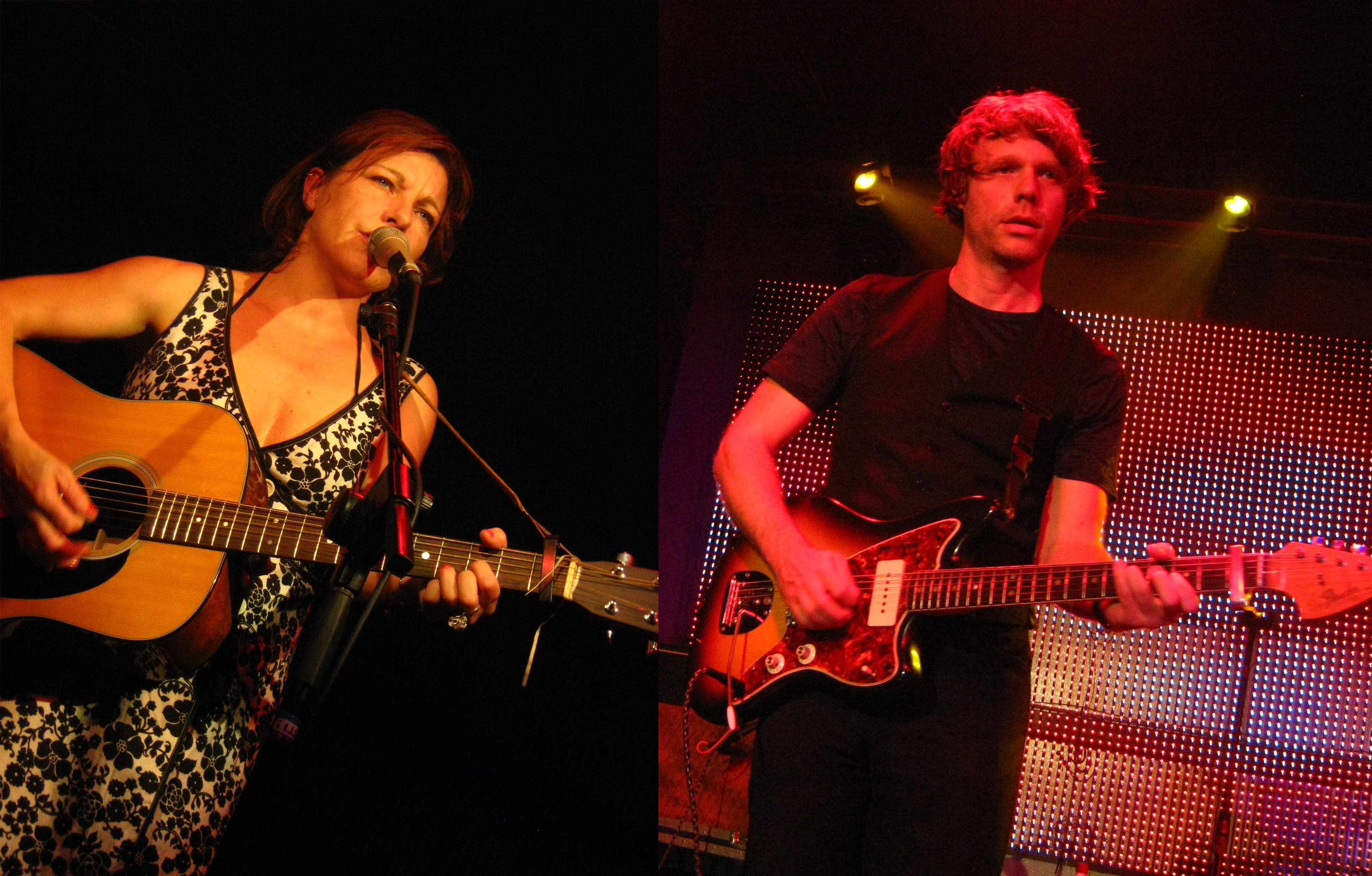
Holden

Holden ist eine französische Pop-Rock-Gruppe aus Paris, die 1998 von Gitarrist „Mocke“ und Sängerin Armelle Pioline gegründet wurde.

## Werdegang
1997 befreundeten sich Gitarrist Dominique Dépret (bekannt unter dem Pseudonym „Mocke“) und Armelle Pioline in Dublin, wo sie vier Jahre lang zusammen wohnten. Dort begann ihre Karriere in der Gruppe „Happiness in Sexyland“. Später gründeten sie die Gruppe Holden in Anlehnung an Holden Caulfield, dem Protagonisten aus „Der Fänger im Roggen“ von J. D. Salinger, um erste eigene Schritte zu tun. Es gesellten sich außerdem Schlagzeuger Pierre-Jean Grapin, Evan Evans (Klavier) sowie Richard Cousin (Bass) hinzu. Gemeinsam veröffentlichten sie 1998 L'Arrière-Monde, unter dem Independent-Label Lithium. Die Liedtexte sind zu zwei Dritteln auf Französisch, zu einem Drittel auf Englisch geschrieben.
Von namhaften Musikern wie „Dominique A“ und seinem Album La Fossette motiviert, entschied die Gruppe schließlich, sich größtenteils auf Texte in französischer Sprache zu beschränken. 2001 trafen sie dann auf den Produzenten Uwe Schmidt alias Atom Heart, der die Abmischung ihres zweiten Albums Pedrolira (2002, Label: Village Vert) übernahm. Schmidt lebt in Chile, was eine gewisse Affinität für das Land weckte und zu weiteren Engagements und darauf folgenden Erfolgen dort führte.
2003 erschien die Band in einer Szene des Films „Eine einmalige Chance“ („Violence des échanges en milieu tempéré“) von Jean-Marc Mouthout und sie hatte außerdem Gelegenheit, Musik für den Film Parentesis von Pablo Solis aufzunehmen. Bassist Richard Cousin verließ die Gruppe 2004 und trat der Gruppe „Overhead“ bei; der neue Bassist Cristóbal vervollständigte die Band kurze Zeit später wieder.
Holden begab sich nach Santiago de Chile, um das dritte Album Chevrotine aufzunehmen, das 2006 erschien, und erfuhr damit einen Erfolg, der über den üblichen hinausging.

## Stil
Holdens Musik ist am ehesten mit den Kompositionen von Jean-Louis Murat zu vergleichen, mit dem die Band im Zuge mehrerer Covers zusammengearbeitete. Außerdem beteiligte sich Armelle Pioline als Sängerin am Murat-Album Lilith (2003). 2004 nahm die Gruppe eine Version von La belle vie (Teil des Albums Pedrolira) zusammen mit Jean-Louis Murat auf; außerdem beinhaltet Chevrotine das Lied L'Orage, das wieder in Kooperation aufgenommen wurde. Wie Murat hat Holden es schwer, populärer zu werden. Ihr Album Chevrotine ist jedoch sehr beliebt und öffnet ihnen die Tür zu größerem Erfolg.
Die Mitglieder der Band beschreiben ihren Musikgeschmack zum einen mit einer Affinität zu Rock-Bands wie The Velvet Underground, zum anderen aber auch zu Jazz-Bands wie Thelonious Monk, Chet Baker, Billie Holiday: Rock ’n’ Roll und Jazz vermischen sich dabei in ihrem eigenen Stil so weit, dass man es durchaus als karrierefördernd betrachten kann. Als weitere Einflüsse werden beispielsweise Django Reinhardt, The Byrds, Broadcast, Beck, Joy Division, Glenn Gould, Robert Wyatt, The Strokes oder Cat Power genannt.
Ihr derzeitiges Label (Village Vert) hat nur begrenzte finanzielle Mittel zur Verfügung. Trotzdem genießt die Band große künstlerische Freiheiten.

## Diskografie
- 1998: L’Arrière-Monde
- 2002: Pedrolira
- 2006: Chevrotine
- 2009: Fantômatisme